# Hermannrode
Hermannrode ist ein Ortsteil der Gemeinde Neu-Eichenberg im nordhessischen Werra-Meißner-Kreis. Der Ort liegt im Dreiländer-Eck Hessen, Thüringen, Niedersachsen in einem Seitental der Molle. Durch den Ort verläuft die Landesstraße 3238.

## Geschichte

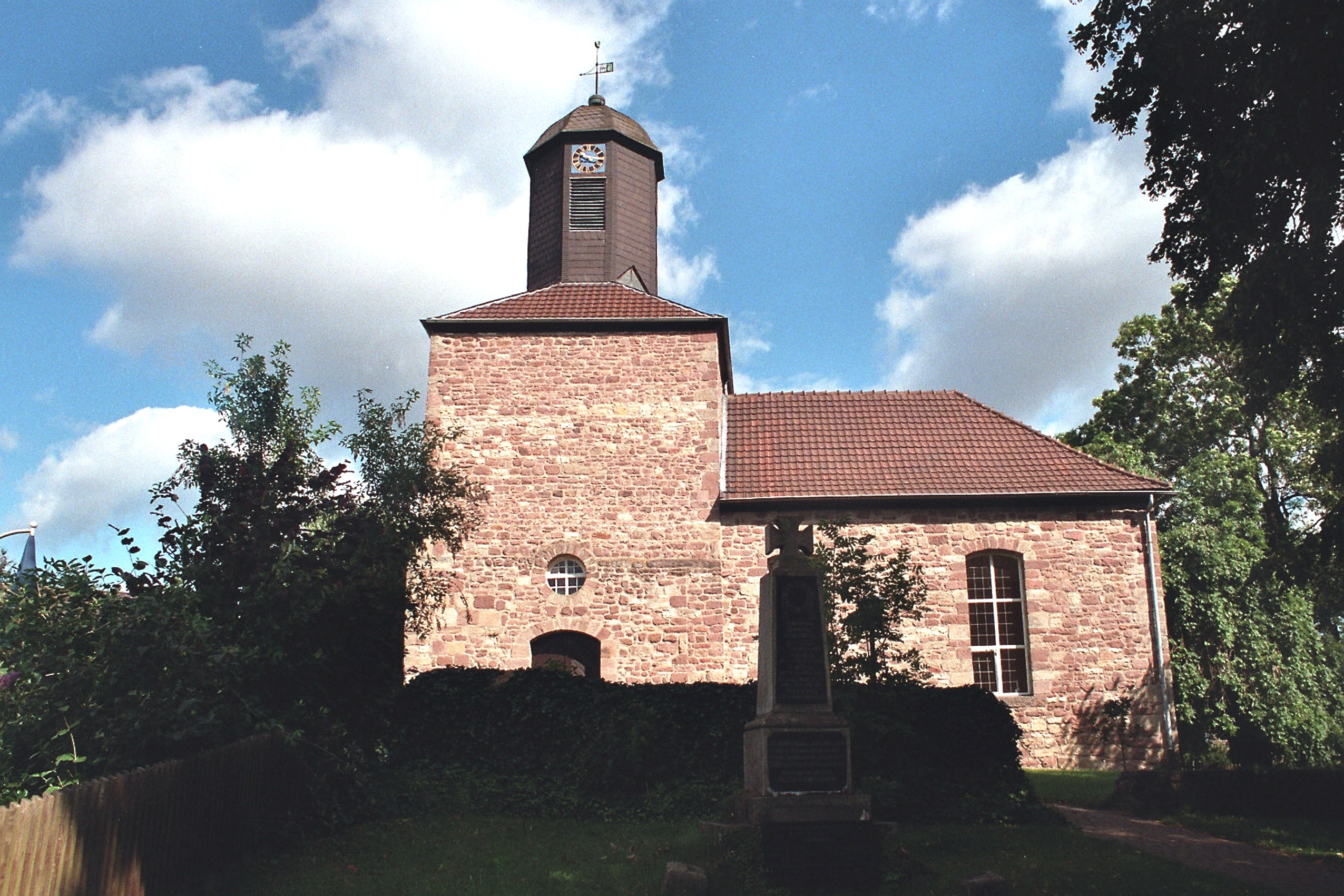
Dorfkirche

### Ortsgeschichte
Die älteste bekannte schriftliche Erwähnung von Hermannrode erfolgte unter dem Namen Hermeroth im Jahr 1267 in einer Urkunde des Klosters Mariengarten.
Die Kirche, eine Wehrkirche, wird schon 1305 genannt, die Lutherlinde bei Hermannrode wurde 1883 gepflanzt.
Am 1. Februar 1971 fusionierten die bis dahin selbständige Gemeinde Hermannrode im Zuge der Gebietsreform in Hessen mit vier weiteren Gemeinden freiwillig zur neuen Gemeinde Neu-Eichenberg. Ortsbezirke nach der Hessischen Gemeindeordnung wurden nicht errichtet.

### Verwaltungsgeschichte im Überblick
Die folgende Liste zeigt die Staaten und Verwaltungseinheiten, denen Hermannrode angehört(e):
- vor 1567: Heiliges Römisches Reich, Landgrafschaft Hessen, Amt Witzenhausen
- ab 1567: Heiliges Römisches Reich, Landgrafschaft Hessen-Kassel, Amt Witzenhausen
  - 1627–1834: Landgrafschaft Hessen-Rotenburg (sogenannte Rotenburger Quart), teilsouveränes Fürstentum unter reichsrechtlicher Oberhoheit der Landgrafschaft Hessen-Kassel bzw. des Kurfürstentums Hessen
- ab 1806: Landgrafschaft Hessen-Kassel, Rotenburger Quart, Amt Witzenhausen
- 1807–1813: Königreich Westphalen, Departement der Leine, Distrikt Göttingen, Kanton Friedland
- ab 1815: Kurfürstentum Hessen, Rotenburger Quart, Amt Witzenhausen[6]
- ab 1821/22: Kurfürstentum Hessen, Rotenburger Quart, Kreis Witzenhausen[7][Anm. 2]
- ab 1848: Kurfürstentum Hessen, Bezirk Eschwege
- ab 1851: Kurfürstentum Hessen, Provinz Niederhessen, Kreis Witzenhausen
- ab 1867: Königreich Preußen, Provinz Hessen-Nassau, Regierungsbezirk Kassel, Kreis Rotenburg
- ab 1871: Deutsches Reich,  Königreich Preußen, Provinz Hessen-Nassau, Regierungsbezirk Kassel, Kreis Witzenhausen
- ab 1918: Deutsches Reich, Freistaat Preußen, Provinz Hessen-Nassau, Regierungsbezirk Kassel, Kreis Witzenhausen
- ab 1944: Deutsches Reich, Freistaat Preußen, Provinz Kurhessen, Landkreis Witzenhausen
- ab 1945: Amerikanische Besatzungszone, Groß-Hessen, Regierungsbezirk Kassel, Landkreis Witzenhausen
- ab 1946: Amerikanische Besatzungszone, Hessen, Regierungsbezirk Kassel, Landkreis Witzenhausen
- ab 1949: Bundesrepublik Deutschland, Hessen, Regierungsbezirk Kassel, Landkreis Witzenhausen
- ab 1971: Bundesrepublik Deutschland, Land Hessen, Regierungsbezirk Kassel, Landkreis Witzenhausen, Gemeinde Neu-Eichenberg[Anm. 3]
- ab 1974: Bundesrepublik Deutschland, Land Hessen, Regierungsbezirk Kassel, Werra-Meißner-Kreis, Gemeinde Neu-Eichenberg

## Bevölkerung

### Einwohnerstruktur 2011
Nach den Erhebungen des Zensus 2011 lebten am Stichtag dem 9. Mai 2011 in Hermannrode 258 Einwohner. Darunter waren 6 (2,3 %) Ausländer.
Nach dem Lebensalter waren 30 Einwohner unter 18 Jahren, 78 zwischen 18 und 49, 60 zwischen 50 und 64 und 93 Einwohner waren älter. Die Einwohner lebten in 99 Haushalten. Davon waren 27 Singlehaushalte, 39 Paare ohne Kinder und 27 Paare mit Kindern, sowie 6 Alleinerziehende und keine Wohngemeinschaften. In 18 Haushalten lebten ausschließlich Senioren und in 63 Haushaltungen lebten keine Senioren.

### Einwohnerentwicklung
| Quelle: Historisches Ortslexikon |                                                                    |
| • 1575/85:                       | 17 Hausgesesse                                                     |
| • 1744:                          | 143 Einwohner                                                      |
| • 1747:                          | 21 Mannschaften mit 21 Feuerstellen                                |
| • 1961:                          | 129 evangelische (= 87,76 %), 18 katholische (= 12,24 %) Einwohner |

| Hermannrode: Einwohnerzahlen von 1834 bis 2020 | Hermannrode: Einwohnerzahlen von 1834 bis 2020 | Hermannrode: Einwohnerzahlen von 1834 bis 2020 | Hermannrode: Einwohnerzahlen von 1834 bis 2020 | Hermannrode: Einwohnerzahlen von 1834 bis 2020 |
| --- | ---------------------------------------------- | ---------------------------------------------- | ---------------------------------------------- | ---------------------------------------------- |
| Jahr |                                                |                                                |                                                | Einwohner                                      |
| 1834 | 1834                                           |                                                | 217                                            | 217                                            |
| 1840 | 1840                                           |                                                | 229                                            | 229                                            |
| 1846 | 1846                                           |                                                | 263                                            | 263                                            |
| 1852 | 1852                                           |                                                | 233                                            | 233                                            |
| 1858 | 1858                                           |                                                | 191                                            | 191                                            |
| 1864 | 1864                                           |                                                | 210                                            | 210                                            |
| 1871 | 1871                                           |                                                | 188                                            | 188                                            |
| 1875 | 1875                                           |                                                | 182                                            | 182                                            |
| 1885 | 1885                                           |                                                | 187                                            | 187                                            |
| 1895 | 1895                                           |                                                | 151                                            | 151                                            |
| 1905 | 1905                                           |                                                | 125                                            | 125                                            |
| 1910 | 1910                                           |                                                | 128                                            | 128                                            |
| 1925 | 1925                                           |                                                | 136                                            | 136                                            |
| 1939 | 1939                                           |                                                | 121                                            | 121                                            |
| 1946 | 1946                                           |                                                | 223                                            | 223                                            |
| 1950 | 1950                                           |                                                | 210                                            | 210                                            |
| 1956 | 1956                                           |                                                | 185                                            | 185                                            |
| 1961 | 1961                                           |                                                | 147                                            | 147                                            |
| 1967 | 1967                                           |                                                | 151                                            | 151                                            |
| 1970 | 1970                                           |                                                | 150                                            | 150                                            |
| 1980 | 1980                                           |                                                | ?                                              | ?                                              |
| 1990 | 1990                                           |                                                | ?                                              | ?                                              |
| 2000 | 2000                                           |                                                | ?                                              | ?                                              |
| 2011 | 2011                                           |                                                | 258                                            | 258                                            |
| 2015 | 2015                                           |                                                | 231                                            | 231                                            |
| 2020 | 2020                                           |                                                | 265                                            | 265                                            |
| Datenquelle: Historisches Gemeindeverzeichnis für Hessen: Die Bevölkerung der Gemeinden 1834 bis 1967. Wiesbaden: Hessisches Statistisches Landesamt, 1968. Weitere Quellen: LAGIS; Zensus 2011; Gemeinde Neu-Eichenberg |                                                |                                                |                                                |                                                |

## Regelmäßige Veranstaltungen
Am Hermannsbrunnen wird in jedem Jahr im August unter den Linden das Brunnenfest gefeiert.

## Infrastruktur
In Hermannrode gibt es ein Dorfgemeinschaftshaus, einen Kinderspielplatz und einen Bolzplatz.